# Петерсонс, Петерис
Пе́терис Пе́терсон (латыш. Pēteris Pētersons; 24 мая 1923, Юрмала, Латвия — 9 октября 1998, Добеле, Латвия) — латвийский театральный режиссёр, драматург, публицист, переводчик и общественный деятель. Народный артист Латвийской ССР (1988).

## Биография
Петерис Петерсон родился 24 мая 1923 года в Булдури, в семье драматурга Юлия Петерсона.
Учился в Рижском французском лицее (до 1942), на актёрских курсах Рижского драматического театра (1943), филологическом факультете Латвийского государственного университета. Окончил режиссёрское отделение театрального факультета Латвийской государственной консерватории (1953). В 1964 году посещал занятия Георгия Товстоногова на кафедре режиссуры Ленинградского института театра, музыки и кинематографии.
Был актёром (1946), режиссёром (1953—1964) и главным режиссёром (1964—1971) Государственного академического художественного театра имени Я. Райниса Латвийской ССР, председателем Рижского латышского общества (1993—1998), руководителем Латвийского центра Международного института театра (1994—1998). Депутат Рижской думы (1994 и 1997).
Член Союза театральных деятелей Латвии (с 1952), Союза писателей Латвии (с 1959), почётный член Латвийской академии наук (1993).
В ночь на 9 октября 1998 года Петерис Петерсонс и его жена Элеонора попали в автомобильную аварию на шоссе Елгава — Тукумс и скончались в Добельской больнице. Похоронен на рижском Лесном кладбище.

## Творчество
Петерис Петерсон создал новый для латвийской сцены жанр — поэтический театр. Материалом для спектаклей поэтического театра Петерсона были стихи латышских поэтов Иманта Зиедониса и Александра Чака, а также Владимира Маяковского.
Основные постановки: Государственный академический художественный театр имени Я. Райниса Латвийской ССР — «Лето младшего брата» Гунара Приеде (1955), «Добрый человек из Сезуана» Бертольта Брехта (1958), «Снимается кино» Эдварда Радзинского (1966), «Мотоцикл» по произведениям Иманта Зиедониса, «Идиот» по Ф. М. Достоевскому. Государственный театр юного зрителя Латвийской ССР — «Играй, музыкант!» по произведениям Александра Чака (1972), «Мистерия о Человеке» по произведениям В. В. Маяковского.
Первая литературная публикация Петериса Петерсона состоялась в 1947 году. Он является автором пьес, долгое время с неизменным успехом шедших на сцене различных латвийских театров: «Тени белых башен» (1959), «Мне тридцать лет» (1962), «Мотоцикл» (1967) «Бастард» (1978), «Метеор» (1984), «Сверкающий и тёмно-голубой» (1987), «Ни одного своего слова» (1996), «Феликс и Фелиция» (1998).
Перу Петериса Петерсона принадлежат книги «Искусство труда» (1978), «Драма как критерий» (1987), более 200 публицистических работ, переводы пьес Фридриха Дюрренматта, Бернара-Мари Кольтеса и некоторых других авторов.

## Награды
- 1965 — Заслуженный деятель искусств Латвийской ССР.
- 1987 — Лауреат Государственной премии Латвийской ССР.
- 1989 — Народный артист Латвийской ССР.
- 1996 — Офицер ордена Трёх звёзд IV степени (1996)[2].